# Mistrzostwa Polski Par Klubowych na Żużlu 1988
Mistrzostwa Polski Par Klubowych na Żużlu 1988 – zawody żużlowe, mające na celu wyłonienie medalistów mistrzostw Polski par klubowych w sezonie 1988. Rozegrano eliminację dla klubów II ligi, dwa turnieje półfinałowe oraz finał, w którym zwyciężyli zawodnicy Unii Leszno.

## Finał
- Rybnik, 4 maja 1988
- Sędzia: Lechosław Bartnicki

| Miejsce | Kluby                | Suma | Zawodnicy                                                       | Punkty                                            |
| ------- | -------------------- | ---- | --------------------------------------------------------------- | ------------------------------------------------- |
| złoto   | Unia Leszno          | 50   | Roman Jankowski Jan Krzystyniak Dariusz Baliński                | 24 (5,4,5,–,5,5) 21 (4,5,4,3,3,2) 5 (–,–,–,5,–,–) |
| srebro  | ROW Rybnik           | 36   | Mirosław Korbel Eugeniusz Skupień Antoni Skupień                | 21 (4,4,4,w,5,4) 15 (5,3,3,w,3,1) ns              |
| brąz    | Stal Gorzów Wlkp.    | 35   | Piotr Świst Ryszard Franczyszyn Krzysztof Okupski               | 20 (4,4,5,2,2,3) 14 (5,2,3,4,–,0) 1 (–,–,–,–,1,–) |
| 4       | Wybrzeże Gdańsk      | 30   | Dariusz Stenka Grzegorz Dzikowski Mirosław Berliński            | 21 (3,3,2,5,4,4) 9 (0,1,–,3,3,2) 0 (–,–,0,–,–,–)  |
| 5       | Unia Tarnów          | 27   | Bogusław Nowak Janusz Kapustka Eugeniusz Błaszak                | 3 (3,w,0,–,–,u) 13 (2,5,1,4,1,–) 11 (–,–,–,2,4,5) |
| 6       | Polonia Bydgoszcz    | 26   | Ryszard Dołomisiewicz Zdzisław Rutecki Waldemar Cieślewicz      | 11 (2,1,–,4,1,3) 13 (3,2,5,1,2,–) 2 (–,–,2,–,–,u) |
| 7       | Falubaz Zielona Góra | 26   | Andrzej Huszcza Zbigniew Błażejczak Sławomir Dudek              | 16 (d,5,3,3,0,5) 1 (1,–,–,–,–,–) 9 (–,2,1,1,4,1)  |
| 8       | Apator Toruń         | 28   | Wojciech Żabiałowicz Eugeniusz Miastkowski Krzysztof Kuczwalski | 23 (2,3,4,5,5,4) 3 (1,0,2,–,d,–) 2 (–,–,–,0,–,2)  |
| 9       | Stal Rzeszów         | 10   | Krzysztof Nurzyński Bogdan Ciupak Kazimierz Dziura              | 10 (1,1,1,2,2,3) 0 (0,0,–,–,–,0) 0 (–,–,d,0,0,–)  |

Uwaga: o kolejności miejsc 1-3, 4-6 i 7-9 decydowała ostatnia seria biegów, w których spotkały się drużyny bezpośrednio rywalizujące o te miejsca, uszeregowane według zdobytych do tej pory punktów.